# Bon au porteur

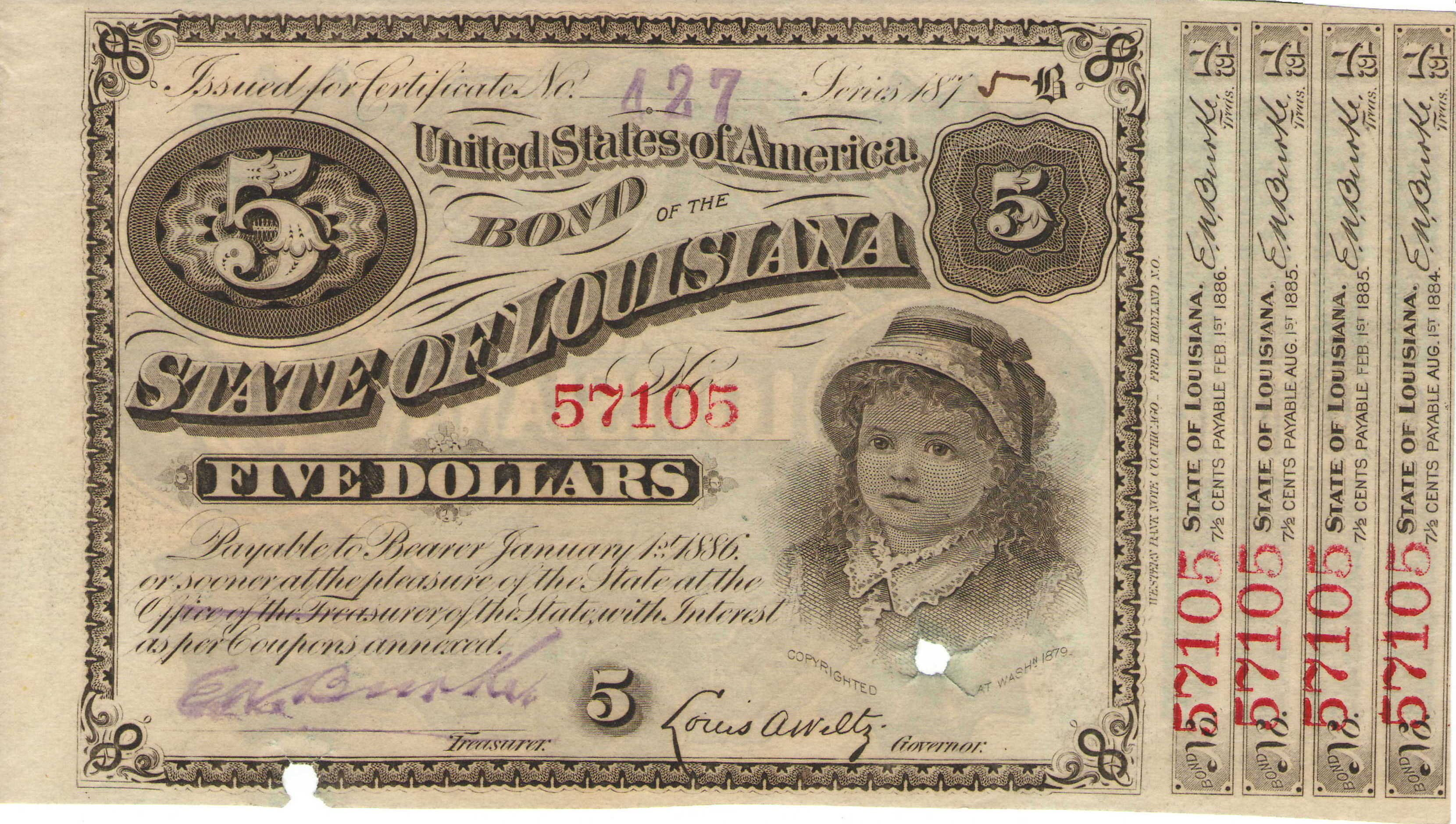
Bon émis par la Louisiane dans les années 1870. Surnommés Baby bond en raison de leur aspect, ils avaient pour objectif de financer l'éducation

Un bon au porteur est un titre de créance. Ce sont des bons anonymes ou nominatifs, qui servent à rembourser une dette sur une période le plus souvent de cinq ans.

## Historique
Les obligations au porteur ont toujours été l'instrument financier de choix pour le blanchiment d'argent, l'évasion fiscale et les transactions commerciales dissimulées en général.

## Situation par pays

### Belgique
Depuis le 1er janvier 2008, il est interdit d'émettre de tels bons.

### États-Unis
En réponse, les nouvelles émissions d'obligations au porteur ont été sévèrement limitées aux États-Unis depuis 1982.
Aux États-Unis, toutes les obligations au porteur émises par le Trésor des États-Unis sont venues à échéance. Ils ne paient plus d'intérêt pour les détenteurs. En mai 2009, le montant approximatif en circulation s'élève à 100 millions de dollars.
En juin 2009, la police financière italienne et les douaniers ont saisi des documents censés être des obligations au porteur aux États-Unis, totalisant 134,5 milliards de dollars. Les obligations se situaient dans des dénominations de 500 millions de dollars et de 1 milliard de dollars, bien que la plus haute dénomination jamais émise par le Trésor américain soit de 10 000 $. On ne savait pas quel était le but des faux liens. Les deux hommes qui les portaient n'étaient pas détenus après la saisie des cautionnements.
Aux États-Unis, la Loi sur l'équité fiscale et la responsabilité fiscale de 1982 a considérablement réduit l'émission de la dette au porteur. La Loi a refusé une déduction fiscale des intérêts payés sur les obligations émises après 1982 par l'émetteur dans le cas d'obligations de sociétés et a supprimé l'exonération d'impôt de l'intérêt pour le détenteur dans le cas d'obligations municipales. En revanche, les obligations enregistrées ont conservé le traitement exonéré d'impôt. Une contestation de ce traitement fiscal par l'État américain de Caroline du Sud a été entendue par la Cour suprême des États-Unis dans l'affaire South Carolina c. Baker (1988), qui a confirmé la loi et a mis fin à la question supplémentaire du traitement fiscal des bons au porteur sur la dette de la quasi-totalité des municipalités américaines.

### France
La loi française définit les bons au porteurs, ou bons anonymes, les bons souscrits avant le 31 décembre 1997 et remboursés à un bénéficiaire dont le nom est inconnu du fisc, ou ceux souscrits après cette date par des personnes inconnues du fisc; étaient assimilés au dernier cas les bons dont l'identité du souscripteur était différente, hors cas de succession, de celle du bénéficiaire.
Ces bons sont soumis, lors du remboursement, à un prélèvement forfaitaire de 60% sur les gains en plus des contributions sociales; de plus, un prélèvement de 2% de la valeur nominale, dû autant de fois qu'il y avait d'années entre la souscription et le remboursement des bons, est appliqué lors du paiement des intérêts ou du remboursement.
Depuis le 1er janvier 2018, tout titulaire d'un bon doit se déclarer au fisc, ce qui abolit l'existence des bons anonymes en France.